# Тегеранская конференция
Тегера́нская конфере́нция — первая за годы Второй мировой войны конференция «большой тройки» — лидеров трёх стран: И. В. Сталина (СССР), Ф. Д. Рузвельта (США), У. Черчилля (Великобритания), состоявшаяся в Тегеране 28 ноября — 1 декабря 1943 года.

## Подготовка
Помимо Тегерана, рассматривались варианты проведения конференции в Каире (по предложению Черчилля, где ранее и позднее прошли межсоюзнические конференции с участием Чан Кайши и Исмета Инёню), Стамбуле или Багдаде.
В конце ноября Сталин покинул Москву на литерном поезде № 501 по маршруту Москва — Сталинград — Баку в условиях глубокой тайны. Из Баку в Тегеран делегация вылетела на двух самолётах при сопровождении 27 истребителей. В воспоминаниях маршала авиации А. Голованова есть упоминания о перелёте Сталина и всех советских представителей этой конференции, подготовленных им лично. Летели два самолёта. Голованов лично управлял вторым. На первом, которым управлял Виктор Грачёв, летел Сталин, Молотов и Ворошилов.
Рузвельт прибыл в алжирский порт Оран на линкоре «Айова», затем Рузвельт и Черчилль встретились в Каире. 28 ноября делегации трёх держав прибыли в Тегеран.
Рузвельт принял приглашение поселиться в здании советского посольства, Черчилль поселился в британском представительстве, которое находилось напротив советской дипломатической миссии. Встречи лидеров проходили в объединённом «коридором безопасности» советско-британском дипломатическом комплексе. В здании советского посольства разговоры Рузвельта тайно прослушивались сотрудниками НКГБ, анализом записей занимался Серго Берия.
В секретной переписке руководителей трёх государств использовалось кодовое название конференции — «Эврика» (Eureka).

## Цели конференции
К концу 1943 года перелом в войне в пользу антигитлеровской коалиции, и СССР в частности, стал очевидным. Конференция была призвана разработать окончательную стратегию борьбы против Германии и её союзников.

Конференция стала важным этапом в развитии международных и межсоюзных отношений, на ней был рассмотрен и решён ряд вопросов войны и мира:
- Возможность открытия союзниками второго фронта во Франции (и отвергнута предложенная Великобританией «балканская стратегия»). Англо-американской стороной предварительно была установлена дата начала операции «Оверлорд» на май 1944. В дальнейшем вышеуказанная дата была перенесена на 6 июня 1944 года.
- Обсуждались вопросы о предоставлении независимости Ирану («Декларация об Иране»).
- Положено начало решения польского вопроса.
- Утверждено начало войны СССР с Японией после разгрома нацистской Германии.
- Были намечены контуры послевоенного устройства мира.
- Достигнуто единство взглядов по вопросам обеспечения международной безопасности и прочного мира.

### Открытие второго фронта
Основным вопросом было открытие второго фронта в Западной Европе.

 После долгих дебатов проблема «Оверлорда» оказалась в тупике. Тогда Сталин поднялся с кресла и, обратившись к Ворошилову и Молотову, с раздражением сказал: «У нас слишком много дел дома, чтобы здесь тратить время. Ничего путного, как я вижу, не получается». Наступил критический момент. Черчилль понял это и, опасаясь, что конференция может быть сорвана, пошёл на компромисс. — О. Б. Рахманин

## Послевоенные проблемы
На Тегеранской конференции были высказаны мнения по некоторым послевоенным проблемам.

### Вопрос о Германии
Ф. Рузвельт выступал за раздробление Германии на государства Пруссия, Ганновер, Гессен, Саксония, Бавария, а также международную зону (Рур и Саар), У. Черчилль — за создание Дунайской федерации, в которую должна была войти часть немецких земель. И. Сталин же настаивал на сохранении единства Германии. Решение этого вопроса на Тегеранской конференции не было выдвинуто, а сам вопрос был передан в лондонскую комиссию, где имелись представители «большой тройки».

### Польский вопрос
Было принято предложение У. Черчилля о том, что претензии Польши на земли Западной Белоруссии и Западной Украины будут удовлетворены за счёт Германии, а в качестве границы на востоке должна быть линия Керзона (условная линия). Территориальный вопрос окончательно решил Черчилль, выложив на карту Восточной Европы три спички. Две из них он положил параллельно границам довоенной Польши, а третью — по «Линии Керзона». Затем Черчилль взял крайнюю (восточную) спичку и переложил её на запад, на такое же расстояние от западной границы Польши, как от «Линии Керзона», уже вдоль линии Одер-Нейссе. Такой простой приём был одобрен всеми участниками, СССР получил районы на северных территориях Восточной Пруссии с Кёнигсбергом , который вскоре после занятия города Красной Армией получил название Калининград. По настоянию президента США договорённости, достигнутые в Тегеране, не были официально представлены польскому правительству в эмиграции к моменту очередных президентских выборов в США.

### Послевоенное устройство мира
- Было закреплено за Советским Союзом право в качестве контрибуции присоединить к себе после победы часть Восточной Пруссии.
- По вопросу о включении прибалтийских республик в Советский Союз в соответствующий момент должен проходить плебисцит, но не под какой-либо формой международного контроля.
- Ф. Рузвельт предложил разделить Германию на 5 государств.

Во время беседы И. В. Сталина с Ф. Рузвельтом 1 декабря Рузвельт полагал, что мировое общественное мнение сочтёт желательным, чтобы когда-нибудь в будущем было выражено мнение народов Литвы, Латвии и Эстонии по вопросу о включении Прибалтийских республик в Советский Союз. Сталин замечал, что это не означает, что плебисцит в этих республиках должен проходить под какой-либо формой международного контроля.
По мнению российского историка Золотарёва, на Тегеранской конференции в 1943 году США и Великобритания фактически одобрили вхождение прибалтийских государств в состав СССР.[уточнить]. Эстонский историк Мялксоо отмечает, что официально США и Великобритания никогда этого вхождения не признавали. Как пишет историк М. Ю. Мягков:

Что касается дальнейшей американской позиции по отношению вхождения Прибалтики в состав СССР, то Вашингтон официально не признавал этого свершившегося факта, хотя и не выступал открыто против.

### Вопросы обеспечения безопасности в мире после войны
Президент США Рузвельт изложил на конференции американскую точку зрения относительно создания в будущем международной организации безопасности, о чём он в общих чертах уже говорил народному комиссару иностранных дел СССР В. М. Молотову во время его пребывания в Вашингтоне летом 1942 года и что было предметом обсуждения между Рузвельтом и английским министром иностранных дел Энтони Иденом в марте 1943 года.
По схеме, изложенной президентом в беседе со Сталиным 29 ноября 1943 года, после окончания войны предлагалось создать мировую организацию на принципах Объединённых Наций, причём в число её занятий не входили военные вопросы, то есть она не должна быть похожа на Лигу Наций. Структура организации по, мнению Рузвельта, должна была включать три органа:
- Общий орган в составе всех (35 или 50) членов Объединённых Наций, которая будет только давать рекомендации и будет собираться в разных местах, где каждая страна сможет выразить своё мнение.
- Исполнительный комитет в составе СССР, США, Великобритании, Китая, двух европейских стран, одной латиноамериканской страны, одной страны Среднего Востока и одного из британских доминионов; комитет будет заниматься невоенными вопросами.
- Полицейский комитет в составе СССР, США, Великобритании и Китая, который будет следить за сохранением мира, чтобы не допустить новой агрессии со стороны Германии и Японии.

Сталин назвал схему, изложенную Рузвельтом, хорошей, но высказал своё опасение, что малые европейские государства могут быть недовольны такой организацией, и потому выразил мнение, что, возможно, лучше создать две организации (одну — для Европы, другую — дальневосточную или мировую). Рузвельт указал, что точка зрения Сталина частично совпадает с мнением Черчилля, который предлагает создать три организации — европейскую, дальневосточную и американскую. Однако Рузвельт заметил, что США не смогут являться членом европейской организации и что только потрясение, сравнимое с текущей войной, сможет заставить американцев направить свои войска за океан.
1 декабря 1943 года Сталин в беседе с Рузвельтом сообщил, что обдумал вопрос и полагает, что лучше создать одну мировую организацию, но на этой конференции не было принято специального решения о создании международной организации.

## Покушение на лидеров «большой тройки»
Руководство нацистской Германии поручило абверу организовать в Тегеране покушение на лидеров СССР, США и Великобритании. Секретную операцию под кодовым наименованием «Длинный прыжок» разработал знаменитый нацистский диверсант № 1, начальник секретной службы СС в VI отделе главного управления имперской безопасности, оберштурмбаннфюрер Отто Скорцени, который с 1943 года был специальным агентом по особым поручениям Гитлера (его называли «человеком со шрамом», в своё время он вызволил Муссолини из плена, совершил ряд громких операций, таких как убийство в 1934 году канцлера Австрии Дольфуса и арест в 1938 году президента Австрии Микласа и канцлера Шушнига, после чего последовало вторжение вермахта и оккупация Австрии). Позже, в 1966 году, Отто Скорцени подтвердил, что он имел поручение убить Сталина, Черчилля, Рузвельта либо выкрасть их в Тегеране, проникнув в посольство Великобритании со стороны армянского кладбища, с которого начинался родник.
С советской стороны в раскрытии покушения на лидеров «большой тройки» принимала участие группа профессиональных разведчиков. В частности, курировал работу по обезвреживанию немецких диверсантов тогда резидент в Тегеране И. И. Агаянц. Информацию о готовящемся теракте сообщил в Москву из волынских лесов разведчик Николай Кузнецов, а весной 1943 года из центра пришла радиограмма, в которой говорилось о том, что немцы планируют провести в Тегеране диверсию во время конференции с участием лидеров СССР, США и Великобритании, целью диверсии является физическое устранение участников конференции. Все силы советской разведки в Иране под руководством Агаянца были мобилизованы для предотвращения террористического акта. В частности, на советскую разведку работала группа молодых людей во главе с Геворком Вартаняном. В целях безопасности в иранской столице президент США остановился не в собственном посольстве, а в советском, которое находилось напротив британского (американское посольство же находилось намного дальше, на окраине города в сомнительном районе).
В конце лета 1943 года немцы сбросили в район Кумского озера близ города Кум (70 км от Тегерана) команду из шести радистов. Через 10 дней они уже были под Тегераном, там пересели на грузовик и добрались до города. С виллы, подготовленной специально для этого местной агентурой, группа радистов установила радиоконтакт с Берлином, с тем чтобы подготовить плацдарм для высадки диверсантов во главе с Отто Скорцени.
Однако этим амбициозным планам не было суждено сбыться — советская разведка совместно с англичанами из МИ-6 пеленговала и расшифровывала все их сообщения. Вскоре, после длительных поисков радиопередатчика, всю группу захватили и заставили работать с Берлином «под колпаком».
При этом, чтобы предотвратить высадку второй группы, при перехвате которой было не избежать потерь с обеих сторон, им была дана возможность передать, что они раскрыты. Узнав о провале, Берлин отказался от своих планов.
За несколько дней до начала конференции были проведены аресты в Тегеране, в результате было арестовано более 400 немецких агентов. Последним взяли Франца Майера, ушедшего в глубокое подполье: его нашли на армянском кладбище, где он, покрасив и отпустив бороду, работал могильщиком. Из большого количества обнаруженных агентов часть была арестована, а большинство — перевербовано. Одни были переданы англичанам, другие — депортированы в Советский Союз.

## Память о конференции
- Киноэпопея «Освобождение». Фильм второй — «Прорыв», 1969 год.
- «Тегеран-43» — художественный телефильм 1980 года о предотвращении покушения на Большую тройку.
- Памятник Сталину, Рузвельту и Черчиллю в Сочи.
- Многосерийный фильм «Смерть шпионам. Крым»[20].
- Документально-художественный фильм «Правдивая история. Тегеран-43»[21].
- Документальный фильм «Операция „Эврика“ или Тегеранское застолье» (2003)[22].
- Почтовая марка из серии «История российской дипломатии». Тегеранская конференция. 1943 г.[23]

- Почтовая марка, 1943 год.
- Почтовая марка 2023 год. Серия «История российской дипломатии»
- Монета Банка России, 1995 год. Конференции глав союзных держав, 100 рублей, реверс.